# Waldemar Doskocz
Waldemar Doskocz, ps. Mrówa (ur. 16 lipca 1959) – były kierowca rajdowy, trzykrotny mistrz Polski w F-2 (określany przez to "królem ośki").

## Kariera sportowa[1]

### Początki
Waldemar Doskocz karierę sportową rozpoczął w roku 1978 za kierownicą Fiata 126p. Tym samym samochodem dwa lata później zadebiutował w Rajdowych Samochodowych Mistrzostwach Polski. Za kierownicą Fiata 1300 był dwa razy (1987, 1988) wicemistrzem Polski.

### Lata 90.
W 1991 roku Doskocz zaczął jeździć za kierownicą N-grupowego VW Golfa GTi 16V. Również tym samochodem dwukrotnie zdobył tytuł wicemistrza Polski w swojej kategorii. Podczas Rajdu Karkonoskiego dużo ryzykował, jadąc przez większą część rajdu (m.in. przez cały etap szutrowy) bez płyty ochronnej.
W 1993 roku przesiadł się do A-grupowego Peugeota 309 GTi 16V. Po równej jeździe w całym sezonie zdobył tytuł Mistrza Polski w F-2.
W 1994 roku dołączył do Bogdana Herinka w zespole Renault Polska. Pojechał używanym w poprzednim sezonie przez "Harnasia" Renaultem Clio 16V. Herink walczył o czołówkę w klasyfikacji generalnej mistrzostw, Doskocz, dysponując słabszym samochodem, znalazł się na dalszym planie – zwłaszcza gdy w połowie sezonu do walki w "ośce" włączył się Andrzej Koper, a "Mrówa" zaczął mieć kłopoty z samochodem. Awaria wspomagania układu kierowniczego wykluczyła Doskocza z Rajdu Polski i mocno spowolniła go na Rajdzie Karkonoskim.
W 1995 roku Doskocz przejął samochód (Renault Clio Williams) Andrzeja Kopera, Herink zaś dostał najnowszą broń – Clio Maxi. Dla zespołu Renault Elf Polska Rajd Krakowski był bardzo nieudany – Herink rozbił auto, Doskocz zaś odpadł w kontrowersyjnych okolicznościach, gdy oczekując na wjazd na Punkt Kontroli Czasu, został potrącony przez Forda Escorta prowadzonego przez Pawła Przybylskiego, który wskutek awarii jechał spóźniony. W Clio Doskocza wskutek tego wydarzenia zostało uszkodzone zawieszenie, wskutek czego "Mrówa" musiał się wycofać. W kolejnych rajdach Doskocz mimo słabszego sprzętu dzięki dużej regularności i równej jeździe pokonał Herinka i zdobył drugi tytuł mistrzowski w F-2.
W 1996 roku na Rajd Krakowski także Doskocz otrzymał Clio Maxi. W połowie sezonu karierę zakończył Bogdan Herink, na jego miejsce wskoczył Janusz Kulig. Doskocz także tym razem okazał się najlepszy w F-2. Był także bliski wygrania Rajdu Karkonoskiego. Na odcinkach specjalnych był szybszy od Roberta Herby, jednak Aleksander Dragon – ówczesny pilot Doskocza – zbyt wcześnie wprowadził "Mrówę" na PKC, przez co załoga została ukarana dodatkową minutą do łącznego czasu, tracąc zwycięstwo na rzecz kierowcy Toyoty.
Pomimo tytułu mistrzowskiego Doskocza w F-2 zespół Renault zdecydował się pozostawić w 1997 roku Janusza Kuliga. Kierowca z Łapanowa zdobył tytuł Mistrza Polski w klasyfikacji generalnej, a Doskocz pojawił się na rajdowych trasach tylko raz. W Rajdzie Zimowym jedyny raz w Mistrzostwach Polski pojechał samochodem z napędem na cztery koła. Za kierownicą N-grupowego Mitsubishi Lancera Evo 3 zajął 6. miejsce w klasyfikacji generalnej i 3. w grupie N.
W sezonie 1998 Doskocz wystartował za kierownicą N-grupowego Peugeota 106 Rallye w Pucharze Peugeota. Nie dał szans młodszym kierowcom, wyraźnie wygrywając rywalizację w tej kategorii. Po tym sezonie nastąpiła przerwa w startach tego zawodnika.

### Chwilowy powrót
Waldemar Doskocz wrócił na moment do rywalizacji w sezonie 2002. Wystąpił w dwóch pierwszych rajdach za kierownicą Opla Corsy Super 1600. W dalszej części sezonu tym samochodem startował Sebastian Frycz, zaś Doskocz definitywnie zakończył karierę sportową.

## Obecnie[2]
Waldemar Doskocz obecnie (2009) pracuje w salonie Porsche w Katowicach. Pomaga także młodszym kierowcom rajdowym (współpracował m.in. z Maciejem Oleksowiczem).